# Berg (Familienname)
Berg ist ein deutscher Familienname.

## Herkunft und Bedeutung
Berg als Name kann ein Toponym sein. Die Grafen von Berg von der Burg Berge im heutigen Nordrhein-Westfalen gehören zu den ersten Namensträgern seit dem 11. Jahrhundert
Als van den Berg kommt der Nachname in den Niederlanden häufig vor.

## Varianten
- Bergen, Bergener, Berger, Bergk, Bergner

## Adelsgeschlechter
- Berg genannt Schrimpf
- Berg (bergisches Grafengeschlecht)
- Berg (brandenburgisches Adelsgeschlecht)
- Berg (estländisches Adelsgeschlecht)
- Berg (fränkisches Adelsgeschlecht)
- Berg (livländisches Adelsgeschlecht)
- Berg (mecklenburgisches Adelsgeschlecht)
- Berg (niedersächsisches Adelsgeschlecht)
- Berg (öselsches Adelsgeschlecht)
- Berg (rheinländisches Adelsgeschlecht)
- Berg (schwäbisches Adelsgeschlecht)
- Berg (vogtländisches Adelsgeschlecht)

## Namensträger

### A
- Achim Berg (* 1964), deutscher Manager
- Ad van den Berg (Politiker) (Adriaan Pieter van den Berg; * 1944), niederländischer Politiker (PNVD), siehe Vereniging Martijn
- Ad van den Berg, Künstlername von Adrian Vandenberg (* 1954), niederländischer Musiker, siehe Vandenberg (Band)
- Adam Berg (1540–1610), deutscher Drucker und Verleger
- Adolf Berg (1820–1876), schwedischer Maler
- Ahasverus van den Berg (1733–1807), niederländischer Theologe und Dichter
- Aina Berg (1902–1992), schwedische Schwimmerin
- Airan Berg (* 1961), israelisch-österreichischer Theaterregisseur und Kulturmanager
- Åke Berg (* 1924), schwedischer Diplomat und Botschafter
- Aki-Petteri Berg (* 1977), finnischer Eishockeyspieler
- Alan Berg (1934–1984), US-amerikanischer Hörfunkmoderator
- Alban Berg (1885–1935), österreichischer Komponist
- Albert Berg (Maler, 1825) (1825–1884), deutscher Maler und Museumsdirektor
- Albert Berg (Maler, 1832) (1832–1916), schwedischer Maler
- Albert Berg (Architekt) (um 1854–vor 1935), deutscher Architekt
- Albert Berg (Politiker) (1901–1973), deutscher Politiker  (SPD, DFU)
- Albert van den Berg (Physiker) (* 1957), niederländischer Physiker
- Albert van den Berg (Rugbyspieler) (* 1974), südafrikanischer Rugbyspieler
- Albert Berg-Winters (* 1943), deutscher Politiker (CDU)
- Albert Sally Berg (1857–1924), deutscher Kaufmann und Modeschöpfer, siehe Sally Berg
- Alec Berg, US-amerikanischer Filmproduzent, Filmregisseur und Drehbuchautor
- Alex Berg, Pseudonym von Herbert Reinecker (1914–2007), deutscher Journalist, Schriftsteller und Drehbuchautor
- Alexander Berg (1911–Anfang der 1990er Jahre), deutscher Arzt und Medizinhistoriker
- Alfons Berg (* 1955), deutscher Fußballschiedsrichter
- Alfred Berg (1876–1945), deutscher Pädagoge und Schriftsteller
- Allen Berg (* 1961), kanadischer Rennfahrer
- Almut Berg (1938–2022), deutsche Schauspielerin
- Aloys Berg (* 1946), deutscher Sportmediziner
- Amy Berg (* 1968), US-amerikanische Filmemacherin
- Anders Berg (Architekt) (1916–2008), schwedischer Architekt
- Anders Berg (Schauspieler) (* 1974), schwedischer Schauspieler
- Andrea Berg (* 1966), deutsche Schlagersängerin
- Andrea Berg (Juristin) (* 1973), deutsche Juristin und Richterin
- Andrea Berg (Volleyballspielerin) (* 1981), deutsche Volleyballspielerin
- Andreas Berg (Politiker) (1861–1944), norwegischer Jurist, Bankier und Politiker
- Andreas Berg (1932–1996), deutscher Nachrichtensprecher und Schauspieler, siehe Andreas Hanft
- Andreas Berg (General) (1957–2020), deutscher Generalmajor
- Andreas Berg (Schauspieler) (* 1974), deutscher Schauspieler
- Andreas Berg (Handballspieler) (* 1992), schwedischer Handballspieler
- Andreas Georg Berg (* 1959), deutscher Journalist und Lyriker
- Anke am Berg (* 1966), deutsche Illustratorin
- Anke Domscheit-Berg (* 1968), deutsche Ökonomin
- Anna Berg (Verlegerin) (?–1629), deutsche Buchdruckerin und Verlegerin
- Anna Berg (Künstlerin) (1875–1950), schwedische Künstlerin
- Anna Berg (Golfspielerin) (* 1973), schwedische Golfspielerin
- Anna von Berg (* 1974), deutsche Schauspielerin
- Ans van den Berg (1873–1942), niederländische Malerin und Zeichnerin
- Anthony Berg (1880–1948), französischer Bobsportler
- Anton Berg (1908–1985), österreichischer Komponist, siehe Toni Berg
- Anton Philipp Berg (1795–1866), deutscher Sänger (Bariton) und Schauspieler
- Armin Berg (1883–1956), österreichischer Kabarettist
- Arne Berg (Radsportler) (1909–1997), schwedischer Radsportler
- Arne Berg (Eishockeyspieler) (* 1931), norwegischer Eishockeyspieler
- Arnold Berg (1850–1937), deutscher Generalleutnant
- Arnoud van den Berg (* 1971), niederländischer Jazz- und Bluesmusiker
- Arthur Berg (Dirigent) (1872–1955), deutscher Lehrer, Dirigent und Musikwissenschaftler
- Arthur Berg (1889–1947), deutscher Hofbeamter
- Asbjørn Berg-Hansen (1912–1998), norwegischer Boxer
- Athit Berg (* 1998), norwegisch-thailändischer Fußballspieler
- Aud Kari Berg (* 1976), norwegische Radrennfahrerin
- August Berg (Maler) (1885–1924), schwedischer Maler
- August Berg (Mediziner) (1910–??), deutscher Mediziner
- Axel Berg (Diplomat) (* 1951), deutscher Botschafter
- Axel Berg (Politiker) (* 1959), Rechtsanwalt und Politologe, deutscher Politiker (SPD) und ehemaliges Mitglied des Deutschen Bundestages
- Axel von Berg (* 1961), deutscher Prähistorischer Archäologe
- Axel Iwanowitsch Berg (1893–1979), russischer Wissenschaftler und Marineoffizier

### B
- Barbara Berg, Künstlername von Barbara Brecht-Schall (1930–2015), deutsche Schauspielerin
- Barbara von Berg (* 1960), deutsche Kantorin und Organistin
- Bart van den Berg (* 1993), niederländischer Tennisspieler
- Benedikt Berg-Walz (* 1954), deutscher Medien- und Kommunikationswissenschaftler und Filmproduzent
- Bengt Berg (1885–1967), schwedischer Ornithologe und Schriftsteller
- Benjamin vom Berg (* 1974), deutscher Wirtschaftsinformatiker und Hochschullehrer
- Bernard Berg (Turner) (1871–1949), US-amerikanischer Turner deutscher Herkunft
- Bernard Berg (Politiker) (1931–2019), luxemburgischer Politiker
- Bernd Berg (* 1949), deutscher Physiker und Hochschullehrer
- Bernhard Berg (1906/1907–1973), deutscher Gartenbaupädagoge und Autor
- Bernhard Sigismund von Berg († 1753), preußischer Oberst und Regimentschef
- Bertil Berg (1910–1989), schwedischer Wasserballspieler
- Betina Mantey-Berg (* 1977), dänische Judoka
- Betzy Akersloot-Berg (1850–1922), norwegisch-niederländische Landschafts- und Marinemalerin
- Bill Berg (William Daniel Berg; * 1967), kanadischer Eishockeyspieler
- Birgit Berg-Block (* 1942), deutsche Künstlerin
- Birte Berg (* 1958), deutsche Schauspielerin
- Björn Berg (1923–2008), schwedischer Zeichner und Grafiker
- Björn Berg (Volleyballspieler) (* 1972), schwedischer Beachvolleyballspieler
- Bob Berg (1951–2002), US-amerikanischer Saxophonist
- Bolette Berg (1872–1944), norwegische Fotografin und Verlegerin
- Brigitte van den Berg (* 1989), niederländische Politikerin
- Bruno II. von Berg (um 1100–1137), Erzbischof von Köln
- Bruno III. von Berg (um 1140–um 1200), Erzbischof von Köln
- Bruno Vahl-Berg (1903–1984), deutscher Schauspieler
- Burchard Magnus von Berg (1764–1738), russischer Generalleutnant

### C
- Calvin Berg, neuseeländischer Fußballschiedsrichter
- Carina Berg (* 1977), schwedische Hörfunk- und Fernsehmoderatorin
- Carl Berg (Luftschiffbauer) (1851–1906), deutscher Unternehmer und Luftschiffbauer
- Carl vom Berg (vor 1875–1948), deutscher Heimatforscher
- Carl Berg (Komponist) (1879–1957), schwedischer Komponist
- Carl Berg (Investor) (* 1939), US-amerikanischer Investor
- Carl Friedrich Berg (1774–1835), deutscher Apotheker
- Carl Friedrich Wilhelm Berg (1793–1825), deutscher Landwirt
- Carl Heinrich Edmund von Berg (1800–1874), deutscher Forstwissenschaftler
- Carl Oscar Berg (auch C. O. Berg; 1839–1903), schwedischer Kaufmann und Politiker
- Carlos Berg (1843–1902), argentinisch-russischer Insektenkundler
- Carsten Berg (* 1959), deutscher Schriftsteller
- Christa Berg (* 1940), deutsche Erziehungswissenschaftlerin und Bildungshistorikerin
- Christen Berg (1829–1891), dänischer Politiker
- Christian Berg (Theologe) (1908–1990), deutscher Geistlicher
- Christian Berg (Journalist), deutscher Journalist
- Christian Berg (Autor) (1966–2022), deutscher Autor, Komponist und Produzent
- Christian Berg (Ingenieur) (* 1967), deutscher Ingenieur und Sachbuchautor
- Christian Berg (Musiker), schwedischer Musiker, Mitglied von Kite (Band)
- Christian Berg (Fußballspieler) (* 1978), norwegischer Fußballspieler
- Christian von Berg-Schönfeld (1715–1789), deutscher Jurist und Erbherr
- Christiane Berg (* 1957), deutsche Agraringenieurin und Politikerin (CDU)
- Christin Berg (* 1982), deutsche Künstlerin
- Christoph Berg (* 1936), deutscher Psychologe, Pädagoge und Hochschullehrer, siehe Hans Christoph Berg
- Christoph van den Berg (* 1962), Schweizer Künstler
- Christoph Berg (Mediziner, 1965) (* 1965), deutscher Gastroenterologe, Infektiologe und Hochschullehrer
- Christoph Berg (Mediziner, 1969) (* 1969), deutscher Gynäkologe und Hochschullehrer
- Christoph Weber-Berg (* 1964), Schweizer Pfarrer, Wirtschaftsethiker und Kirchenfunktionär
- Chuck Berg (1940/1941–2016), US-amerikanischer Filmwissenschaftler, Autor und Jazzmusiker
- Claes Berg (1886–1959), schwedischer Fußballspieler
- Claudia Berg (* 1976), deutsche Grafikerin und Malerin
- Claus Berg († 1535?), deutscher Bildschnitzer
- Claus C. Berg (1937–2020), deutscher Wirtschaftswissenschaftler
- Cornelia Johanna van den Berg-van der Vlis (1892–1944), niederländische Malerin und Widerstandskämpferin
- Cornelis Christiaan Berg (Philologe) (1900–1990), niederländischer Philologe, Historiker und Indonesienforscher
- Cornelis Christiaan Berg (Botaniker) (1934–2012), niederländischer Botaniker

### D
- Daniel Berg (Schriftsteller) (1887–1937), schwedischer Schriftsteller
- Daniel Berg (Musiker), schwedischer Komponist und Marimabaspieler.
- Daniel Domscheit-Berg (* 1978, geb. Daniel Berg), deutscher Informatiker
- Daniela Berg (geb. Wolz; * 1967), deutsche Neurologin und Hochschullehrerin
- Dave Berg (1920–2002), US-amerikanischer Zeichner
- David Berg (1919–1994), US-amerikanischer Prediger
- Delmer Berg (1915–2016), US-amerikanischer Soldat und Aktivist
- Derek van den Berg (* 1946), südafrikanischer Rugby-Union-Spieler
- Detlef Berg (* 1943), deutscher Pädagogischer Psychologe und Professor
- Detlof von Berg (* 1940), deutscher Diplomat
- Dick Berg (1922–2009), US-amerikanischer Fernsehproduzent und Drehbuchautor
- Dieter Berg (* 1944), deutscher Historiker
- Dieter Berg (Boxer) (* 1966), deutscher Boxer
- Dietrich Berg (* 1935), deutscher Gynäkologe und Geburtshelfer
- Dietrich E. Berg (* 1932), deutscher Paläontologe und Hochschullehrer
- Dirk van den Berg (* 1966); deutscher Regisseur und Produzent
- Dirk Berg-Schlosser (* 1943), deutscher Politikwissenschaftler und Hochschullehrer

### E
- Eberhard von Berg (vor 1100–1145/1152), deutscher Geistlicher, Abt von Georgenthal, siehe Everhard von Berg
- Eberhard von Berg (Politiker) (1776–1843), deutscher Politiker, MdL Baden
- Eberhard I. von Berg-Altena (vor 1150–1180), Graf von Altena
- Eero Berg (1898–1969), finnischer Leichtathlet
- Eivinn Berg (1931–2013), norwegischer Politiker
- Eja Siepman van den Berg (* 1943), niederländische Bildhauerin
- Elisabeth von Berg (1581–1614), Fürstäbtissin von Essen, siehe Elisabeth von Bergh-s’Heerenberg
- Elisabeth van den Berg († 1619), niederländische Gastwirtin
- Ellen Berg (Orientierungsläuferin), dänische Orientierungsläuferin
- Ellen Berg (Badminton) (* 1966), norwegische Badmintonspielerin
- Ellen Berg (Autorin) (* 1969), deutsche Schriftstellerin
- Else Berg (1877–1942), niederländische Malerin
- Emanuel Berg (* 1981), schwedischer Schachspieler
- Emil Berg (Meteorologe) (1862–1925), deutscher Meteorologe
- Emil Berg (Politiker, 1874) (1874–1957), deutscher Politiker, Bürgermeister von Freising
- Emil Berg (Politiker, 1887) (1887–nach 1935), deutscher Politiker (DNVP), MdL Sachsen
- Eric Berg (Badminton), schwedischer Badmintonspieler
- Eric Berg (Bildhauer) (1945–2020), US-amerikanischer Bildhauer
- Eric Berg, Pseudonym von Eric Walz (* 1966), deutscher Schriftsteller
- Erich Berg (1886–nach 1924), deutscher Gärtner und Gartenbauinspektor
- Erik Berg (* 1988), schwedischer Fußballspieler
- Ernst von Berg (Botaniker) (1782–1855), deutscher Botaniker
- Ernst von Berg (Agrarwissenschaftler, 1824) (1824–1888?), deutscher Agrarwissenschaftler
- Ernst van den Berg (1915–1989), niederländischer Hockeyspieler
- Ernst Berg (Rennfahrer) (* 1947), niederländischer Unternehmer und Autorennfahrer
- Ernst Berg (Agrarwissenschaftler, 1948) (* 1948), deutscher Agrarökonom
- Ernst Julius Berg (1871–1941), US-amerikanischer Radiotechniker
- Erwin Berg (1954–2015), deutscher Fußballspieler
- Espen Berg (* 1983), norwegischer Jazzmusiker
- Espen Berg-Knutsen (* 1969), norwegischer Sportschütze
- Eugen Berg (1855–1919), deutsch-baltischer Geistlicher und Märtyrer
- Eva-Maria Berg (* 1949), deutsche Schriftstellerin und Lyrikerin
- Everhard von Berg (um 1080–1145/1152), deutscher Geistlicher, Heiliger

### F
- Fedor Berg (1846–1925), deutscher Unternehmer
- Felicitas Berg OSB (1909–1989), deutsche römisch-katholische Ordensschwester; von 1948 bis 1982 erste Äbtissin der Abtei Mariendonk
- Felix Berg (* 1980), deutscher Kletterer und Bergsteiger
- Ferdinand Berg (1852–1924), deutscher Verwaltungsbeamter
- Francis van den Berg (1935–1976), deutsche römisch-katholische Ordensfrau, Missionarin und Märtyrin
- Franz Berg (Theologe) (1753–1821), deutscher katholischer Theologe und Hochschullehrer
- Franz von Berg (Jurist) (vor 1770–1847), deutscher Jurist
- Franz von Berg (General) (1831–1902), bayerischer Generalleutnant
- Franz Berg (Kriegsverbrecher) († 1946)
- Franz Berg (Maler) (* 1953), deutscher Maler und Bildhauer
- Franz Weber-Berg (1923–2017), deutscher Maler und Grafiker
- Franz Daniel Berg (1599–1658), deutscher Theologe
- Franz-Josef Berg (* 1957), deutscher Politiker (CDU)
- Franziska Berg (1813–1893), deutsche Schauspielerin
- Friedrich Berg (Fabrikant) (1823–1890), deutscher Fabrikant
- Friedrich von Berg (auch von Berg-Markienen; 1866–1939), preußisch-deutscher Offizier, Beamter und Politiker
- Friedrich Berg (Prähistoriker) (1930–2023), österreichischer Prähistoriker
- Friedrich von Berg-Altena († 1198/1199), Graf von der Mark
- Friedrich Adolf von Berg (1798–1889), deutscher Jurist und Politiker
- Friedrich Paul Berg (1943–2019), deutsch-amerikanischer Holocaustleugner
- Friedrich Reinhold von Berg (1736–1809), livländischer Baron
- Friedrich Wilhelm Rembert von Berg (1794–1874), russischer Feldmarschall
- Fritz Berg (1901–1979), deutscher Unternehmer und Verbandsfunktionär
- Fritz vom Berg (1907–1960), deutscher Architekt
- Fritz Berg (Agrarwissenschaftler) (1924–2010), deutscher Agrar- und Futterbauwissenschaftler
- Frode Berg (* 1971), norwegischer Bassist

### G
- Gabriele Berg (* 1963), deutsche Mikrobiologin, Hochschullehrerin in Graz
- Geir Inge Berg (* 1979), norwegischer Radrennfahrer
- Geir Ove Berg (* 1947), norwegischer Skispringer, Skisprungtrainer und Sportfunktionär
- Georg Berg (Politiker, 1910) (1910–1985), deutscher Politiker (CDU), MdL Rheinland-Pfalz
- Georg Berg (Politiker, 1944) (* 1944), deutscher Politiker (Statt Partei), MdHB
- Georg Dominikus Berg (1798–1837), deutscher römisch-katholischer Theologe
- Georg Ernst Wilhelm Berg (1876–1946), deutscher Geologe
- Gerard J. van den Berg (* 1962), niederländischer Wirtschaftswissenschaftler
- Gerhard Berg (* 1927), schwedischer Innenarchitekt und Designer
- Gerhard Berg-Schlosser (1913–1996), deutscher Arzt und Ornithologe
- Gertrude Berg (1899–1966), US-amerikanische Schauspielerin, Drehbuchautorin und Produzentin
- Gert van den Berg (1903–?), niederländischer Radrennfahrer
- Gijsbertus Johannus van den Berg (1769–1817), niederländischer Porträt- und Miniaturmaler, Kopist und Kunstlehrer
- Gillian van den Berg (* 1971), niederländische Wasserballspielerin
- Golo Berg (* 1968), deutscher Dirigent
- Göran Berg (* 1940), schwedischer Diplomat und Botschafter
- Gregor von Berg (1765–1838), russischer General der Infanterie
- Gretchen J. Berg (* 1971), US-amerikanische Drehbuchautorin und Produzentin
- Guido van den Berg (1975–2019), deutscher Politiker
- Gunnar Berg (Maler) (1863–1893), norwegischer Maler
- Gunnar Berg (Mediziner) (1907–1974), deutscher Mediziner
- Gunnar Berg (Komponist) (1909–1989), dänischer Komponist und Pianist
- Gunnar Berg (Physiker) (* 1940), deutscher Physiker
- Günter Berg (Jurist) (1930–2014), deutscher Jurist und Hochschullehrer
- Günter Berg (Ingenieur) (* 1936), deutscher Ingenieur und Hochschullehrer für Oberbau und Gleistechnik
- Günter Berg (Verleger) (* 1959), deutscher Verleger
- Günther von Berg (1765–1843), deutscher Politiker und Publizist
- Günther Berg (* 1962), österreichischer Sänger und Gitarrist
- Gustav Olsen-Berg (1862–1896), norwegischer Politiker und Typograf

### H
- Hadley Berg (* 1996), US-amerikanische Tennisspielerin
- Hagbarth Martin Schytte-Berg (1860–1944), norwegischer Architekt
- Hans Berg (Jurist) (1877–1958), deutscher Jurist
- Hans Berg (Politiker) (1902–1980), norwegischer Politiker
- Hans Berg (Sänger) (1906–1984), deutscher Opernsänger (Bariton)
- Hans Berg (Musiker) (* 1978), schwedischer Musiker, Komponist, Musikproduzent
- Hans Christoph Berg (* 1936), deutscher Psychologe, Pädagoge und Hochschullehrer
- Hans Heinrich Berg (1889–1968), deutscher Arzt
- Hans-Joachim Berg (* 1948), deutscher Anwalt und Politiker
- Hans Walter Berg (1916–2003), deutscher Journalist
- Hans-Walter Berg (1931–2021), deutscher Musikwissenschaftler und Musikpädagoge
- Hartmut Berg (* 1936), deutscher Wirtschaftswissenschaftler und Hochschullehrer
- Heidi Johansen-Berg (* 1974), britische Neurowissenschaftlerin
- Heinrich Berg (Politiker) (1893–1954), deutscher Politiker (CDU)
- Heinrich Berg (Pianist) (1915–1976), mährisch-österreichischer Pianist und Musikpädagoge
- Heinz Schmidt-Berg (1911–1993), deutscher Maler und Karikaturist
- Heldemarus Berg SVD (1909–1943), deutscher römisch-katholischer Ordensmann, Missionar und Märtyrer
- Helene Berg (1885–1976), österreichische Ehefrau von Alban Berg
- Helene Berg (Politikerin) (1906–2006), deutsche KPD- und SED-Funktionärin
- Hellmut Berg (1908–1960), deutscher Geophysiker und Meteorologe
- Helmut Berg (* 1957), österreichischer Theologe, Journalist, Finanz- und Medienberater
- Henning Berg (Posaunist) (* 1954), deutscher Posaunist und Komponist
- Henning von Berg (* 1961), deutscher Planungsingenieur und Fotograf
- Henning Berg (Fußballspieler) (* 1969), norwegischer Fußballspieler und -trainer
- Henning Berg (Synchronsprecher), Synchronsprecher
- Henriette Heinze-Berg (1809–1892), deutsche Tänzerin, Theaterschauspielerin, Sängerin (Sopran), Librettistin und Übersetzerin
- Henryk Berg (1927–1995), deutscher Grafiker, Fotomontagekünstler, Karikaturist und Pressezeichner
- Herbert Berg (Chemiker) (1905–1988), deutscher Chemiker
- Herbert Berg (Rennfahrer) (1910–1938), deutscher Automobilrennfahrer
- Herbert Berg (Bobfahrer), deutscher Bobsportler
- Herbert Berg (Religionswissenschaftler), US-amerikanischer Religionswissenschaftler
- Hermann von Berg (Architekt) (1881–1964), deutscher Architekt
- Hermann Berg (Politiker) (1905–1982), deutscher Politiker (FDP, FVP, DP), MdB
- Hermann Berg (Theologe) (1911–1988), deutscher katholischer Theologe
- Hermann Berg (Chemiker) (1924–2010), deutscher Chemiker und Professor für Physikalische Chemie
- Hermann von Berg (1933–2019), deutscher Publizist und Diplomat
- Hermann von Berg-Perscheln (1814–1880), preußischer Offizier und Landrat im Kreis Mohrungen (1851–1859), Provinz Ostpreußen
- Hermann Große-Berg (* 1966), deutscher Schauspieler
- Hetty Berg (* 1961), niederländische Kuratorin und Museumsmanagerin
- Hilde Berg (1957–2024), norwegische Filmproduzentin
- Holger Berg (* 1950), deutscher Schauspieler
- Horst Berg (1941–2022), deutscher Fußballspieler
- Howard C. Berg (1934–2021), US-amerikanischer Biophysiker

### I
- Inger-Kristin Berg (* 1968), kanadische Biathletin
- Ingvar Berg (1905–1993), schwedischer Moderner Fünfkämpfer
- Insoo Kim Berg (1934–2007), US-amerikanische Psychotherapeutin
- Irmgard von Berg (um 1204–1248/1249), deutsche Adlige
- Irmlind Berg (* 1941), deutsche Politikerin (SPD)
- Isabel van den Berg (* 2005), niederländische Sprinterin
- Isak Albert Berg (1803–1886), schwedischer Tenor, Gesangslehrer und Komponist

### J
- Jackie Berg (1909–1991), britischer Boxer
- Jacomina van den Berg (1909–1996), niederländische Kunstturnerin
- Jacobus Everhardus Josephus van den Berg (1802–1861), niederländischer Maler und Kunstpädagoge
- Jakob Berg (um 1460–um 1534), deutscher Theologe und Reformator, siehe Jacob Montanus
- Jakob Berg (Designer) (1958–2008), dänischer Designer
- Jakob Friedrich von Berg (1734–1797), deutscher Generalmajor
- Jakob Georg von Berg (1760–1844), estnischer Politiker
- Jan Berg (Fußballspieler) (* 1965), norwegischer Fußballspieler
- Jan Hendrik van den Berg (1914–2012), niederländischer Psychiater
- Jan Niklas Berg (* 1988), deutscher Schauspieler
- Jeen van den Berg (1928–2014), niederländischer Eisschnellläufer
- Jelena Karlowna Berg (1885–1942), russische bzw. sowjetische Genetikerin und Hochschullehrerin
- Jens Christian Berg (1775–1852), norwegischer Jurist und Historiker
- Jeremy M. Berg (* 1958), US-amerikanischer Biochemiker
- Jimmy Berg (eigentlich Simson Weinberg, Pseudonyme Raimund Danberg, Otto Forst-Berg, Helmut Raabe; 1909–1988), US-amerikanischer Komponist, Autor und Kritiker österreichischer Herkunft
- Jo van den Berg (* 1953), belgischer Fotograf und Regisseur
- Joakim Berg (* 1970), schwedischer Komponist, Texter und Sänger
- Jobst von Berg (* 1962), deutscher Künstler
- Jochen Berg (1948–2009), deutscher Schriftsteller
- Johann Berg (Gartenarchitekt) (1902–1967), deutscher Gartenarchitekt
- Johann Peter Berg (1737–1800), deutscher Theologe und Orientalist
- Johann vom Berg  †1563, Drucker, Verleger und Musiker
- Johannes Berg (1587–1658), deutscher reformierter Theologe, siehe Johann Bergius
- Johannes Berg (1853–1930), Pseudonym von Peter Scherer (Lehrer), deutscher Lehrer und Schriftsteller
- Johannes Berg (Politiker) (1958–2001), deutscher Politiker (CDU)
- Johannes Berg (Jurist) (* 1969), deutscher Jurist und Richter am Bundesgerichtshof
- Johannes Franciscus Gijsbertus van den Berg, bekannt als Johfra, niederländischer Künstler (1919–1998)
- John Berg (1949–2007), US-amerikanischer Schauspieler
- John Berg (Artdirector) (1932–2015), US-amerikanischer Artdirector
- John Marcus Berg (* 1970), US-amerikanischer römisch-katholischer Priester, Generaloberer der Priesterbruderschaft St. Petrus
- Jonas Berg (Tennisspieler) (* 1984), schwedischer Tennisspieler
- Jonas Berg (Fußballspieler) (* 2002), deutscher Fußballspieler
- Jonatan Berg (* 1985), schwedischer Fußballspieler
- Jörg van den Berg (* 1965), deutscher Kunstwissenschaftler und Kurator
- Jörg Maria Berg (1930–2025), österreichischer Schlagersänger und Schauspieler
- Josef Berg (Pfarrer) (1854–1907), deutscher Pfarrer und Landtagsabgeordneter
- Josef von Berg (1896–1992), baltendeutscher Ingenieur
- Josef Berg (Verleger) (1903–1967), deutscher Buchhändler, Verleger und Kulturfunktionär
- Josef Berg (Komponist) (1927–1971), tschechischer Komponist
- Josef Berg (Fußballspieler) (1936–2023), deutscher Fußballspieler
- Julia van den Berg (* 1982), deutsche Fußballspielerin
- Julian Berg (Otto Herth; 1947–2016), deutscher Schlagersänger und -Komponist
- Julie Aspelund Berg (* 1993), norwegische Handballspielerin
- Julius Berg (1873–?), deutscher Heimatforscher
- Julius van den Berg (* 1996), niederländischer Radrennfahrer

### K
- Kåre Berg (1932–2021), norwegischer Skispringer
- Kåre Olav Berg (1944–2007), norwegischer Nordischer Kombinierer
- Karen Berg (1906–1995), dänische Schauspielerin
- Karen van den Berg (* 1963), deutsche Kunsthistorikerin und Kuratorin
- Karl von Berg (Politiker) (1810–1894), deutscher Politiker
- Karl Berg (Politiker, 1828) (1826–1887), deutscher Politiker, Bürgermeister von Frankfurt am Main
- Karl von Berg (Theologe) (1837–1921), deutscher Theologe
- Karl Berg (Mediziner) (1868–1936), deutscher Forensiker und Psychiater
- Karl Berg (Politiker) (1888–1961), deutscher Politiker (SPD)
- Karl Berg (Erzbischof) (1908–1997), österreichischer katholischer Geistlicher, Erzbischof von Salzburg
- Karl Berg (Musiker) (1925–2007), deutscher Musiker und Musikpädagoge
- Karl Berg (Fußballspieler) (1921–2007), deutscher Fußballspieler
- Karl Ludwig Berg (1764–1824), deutscher Politiker, MdL Württemberg
- Karl Peter Berg (1907–1949), deutscher SS-Lagerkommandant und verurteilter Kriegsverbrecher
- Karoline Friederike von Berg (geb. von Haeseler; 1760–1826), deutsche Hofdame und Salonniére
- Katja Berg (* 1977), deutsche Sängerin und Musicaldarstellerin
- Kirsten Bråten Berg (* 1950), norwegische Folk-Sängerin
- Klaus Berg (Liedtexter) (1912–2001), deutscher Pfarrer, Seelsorger und Liedtexter
- Klaus Berg (Jurist) (* 1937), deutscher Jurist und Medienmanager
- Klaus Berg (Schachspieler) (* 1960), dänischer Schachspieler
- Kristina Berg (* 1979), dänische Judoka
- Kurd von Berg-Schönfeld (1856–1923), deutscher Verwaltungsbeamter
- Kurt von Berg (1886–1952), deutscher Generalleutnant

### L
- Lan Marie Nguyen Berg (* 1987), norwegische Politikerin
- Lars Berg (Gerechter unter den Völkern) (1901–1969), schwedischer Gerechter unter den Völkern
- Lars Berg (Sportschütze) (1916–1988), schwedischer Sportschütze
- Lars Berg (Regisseur) (* 1959), norwegischer Filmregisseur und Drehbuchautor
- Lars van den Berg (* 1998), niederländischer Radrennfahrer
- Lars Patrick Berg (* 1966), deutscher Politiker, MdEP
- Laura Berg (* 1975), US-amerikanische Softballspielerin
- Leila Berg (1917–2012), britische Kinderbuchautorin
- Lena Sabine Berg (* 1964), deutsche Schauspielerin
- Leo Berg (eigentlich Georg Berthold; 1862–1908), deutscher Literaturkritiker, Essayist und Journalist
- Levander Berg (* 1963), deutscher Autor
- Levi Berg (* 2008), Fußballspieler aus Guam
- Lew Semjonowitsch Berg (1876–1950), russischer Zoologe
- Lina Sandell-Berg (1832–1903), schwedische Dichterin
- Lindsey Berg (* 1980), US-amerikanische Volleyballspielerin
- Lisa Berg (1978–2017), luxemburgische Cellistin und Komponistin
- Lisbeth Berg-Hansen (* 1963), norwegische Politikerin (Arbeiderpartiet)
- Lisbeth Korsmo-Berg (1948–2017), norwegische Eisschnellläuferin
- Lodewijk van den Berg (1932–2022), US-amerikanischer Astronaut
- Loek van den Berg (* 1996), niederländischer Jazzmusiker
- Lothar von Berg († 1251), deutscher Geistlicher, Bischof von Verden, siehe Luder von Borch
- Lothar Berg (Mathematiker) (1930–2015), deutscher Mathematiker und Hochschullehrer
- Lothar Berg (Schriftsteller) (* 1951), deutscher Schriftsteller
- Luca Berg (* 1993), deutsche Snowboarderin
- Luciano van den Berg (1984–2005), niederländischer Fußballspieler
- Ludwig Berg (1909–1976), deutscher katholischer Theologe und Hochschullehrer
- Ludwig Friedrich Karl Berg (1874–1939), deutscher katholischer Theologe und Feldgeistlicher
- Luise Berg-Ehlers, deutsche Germanistin, Lehrerin und Schulleiterin sowie Autorin

### M
- Magnus Berg (1666–1739), norwegischer Maler und Elfenbeinschnitzer
- Magnus Johann von Berg (1719–1784), russischer General en chef
- Maimu Berg (* 1945), estnische Autorin
- Mandy van den Berg (* 1990), niederländische Fußballspielerin
- Mandy Berg (Kickboxerin) (* 1997), deutsche Kickboxerin
- Mangold von Berg (1140/1150–1215), deutscher Geistlicher
- Manfred Berg (* 1959), deutscher Historiker
- Marco van den Berg (* 1965), holländischer Basketballtrainer
- Marcus Berg (* 1986), schwedischer Fußballspieler
- Marén Berg, deutsch-französische Sängerin
- Margit Berg (* 1959), deutsche Sprachheilpädagogin und Hochschullehrerin
- Maria Clara von Berg-s’-Heerenberg (1635–1715), Fürstin von Hohenzollern-Sigmaringen
- Marianne Berg (* 1954), schwedische Politikerin
- Marie Berg (1840–1920), deutsche Schauspielerin
- Marijn van den Berg (* 1999), niederländischer Radrennfahrer
- Marina Berg (Judoka) (* 1960), schwedische Judoka
- Marina Berg (Diplomatin), schwedische Diplomatin
- Marquard II. vom Berg (1528–1591), deutscher Geistlicher, Bischof von Augsburg
- Marten van den Berg (* 1961), niederländischer Diplomat
- Martin Berg (1905–1969), deutscher Generalmajor
- Mary Berg (Holocaust-Überlebende) (1924–2013), Holocaust-Überlebende, Verfasserin eines Tagebuchs zum Warschauer Ghetto
- Mary Berg (TV-Köchin) (* 1989), kanadische TV-Köchin
- Matraca Berg (* 1964), US-amerikanische Country-Sängerin
- Matthias Berg (Manager), deutscher Werbetexter und Manager
- Matthias Berg (Sportler) (* 1961), deutscher Sportler, Sportfunktionär und Musiker
- Matthias van den Berg (* 1967), deutscher Schauspieler und Theaterregisseur
- Matthias Berg (Historiker) (* 1974), deutscher Historiker
- Max Berg (Architekt) (1870–1947), deutscher Architekt
- Max van den Berg (* 1946), niederländischer Politiker
- Max Berg-Ehlert (1875–1953), deutscher Schauspieler und Theaterintendant
- Maxine Berg (* 1950), britische Historikerin
- Melitta Berg (* 1939), deutsche Sängerin
- Michael Berg (Musikwissenschaftler) (1938–2019), deutscher Musiker, Musikwissenschaftler und Hochschullehrer
- Michael Berg (Psychologe) (* 1942), deutscher Psychologe
- Michael Berg (Politiker) (* 1945), US-amerikanischer Pazifist und Politiker (Green Party)
- Michael Berg (Schriftsteller) (Michel van Bergen Henegouwen; * 1956), niederländischer Schriftsteller
- Michael Berg (Drehbuchautor), US-amerikanischer Drehbuchautor
- Michael Berg (Komponist), Komponist
- Michael Jørn Berg (* 1955), dänischer Handballspieler
- Mitchell Berg (* 2007), US-amerikanischer Schauspieler
- Moe Berg (1902–1972), US-amerikanischer Baseballspieler und Spion
- Mogens Berg (* 1944), dänischer Fußballspieler
- Monika Berg (* 1942), deutsche Schauspielerin
- Moritz Berg (Schauspieler) (* 1964), deutscher Schauspieler
- Moritz Berg (Fußballspieler) (* 2003), deutscher Fußballspieler
- Moritz von Berg-Nesselröden (1837–1910), deutscher Offizier, Regimentskommandeur und Schriftsteller, siehe Moritz von Kaisenberg
- Moritz Anton August von Berg (vor 1797–1860), russischer Marineoffizier

### N
- Natanael Berg (1879–1957), schwedischer Komponist
- Natascha Berg (* 1980), deutsches Fotomodell
- Natasha Illum Berg (* 1971), schwedische Autorin
- Nicholas Berg (1978–2004), US-amerikanischer Geschäftsmann
- Nick van den Berg (* 1980), niederländischer Billardspieler
- Nicola Berg (* 1969), deutsche Betriebswirtin und Hochschullehrerin
- Nicolas Berg (* 1967), deutscher Kulturhistoriker
- Nils Berg (* 1977), schwedischer Jazzmusiker

### O
- O. C. Berg (1849–1905), US-amerikanischer Geschäftsmann, Unternehmer und Politiker
- O. F. Berg, Pseudonym von Ottokar Franz Ebersberg (1833–1886), österreichischer Theaterdichter und Journalist
- Odd Berg (1923–2021), norwegischer Radrennfahrer
- Øivind Berg (* 1946), norwegischer Eishockeyspieler
- Ole Berg (1890–1968), norwegischer General
- Oscar Berg (1839–1903), schwedischer Kaufmann und Politiker, siehe Carl Oscar Berg
- Oscar Berg (Bildhauer) (Frans Oscar Theodor Berg; 1839–1914), schwedischer Bildhauer
- Oskar Berg (1888–nach 1953), deutscher Buchhändler
- Otto von Berg (um 1356–um 1414), tschechischer Burggraf, siehe Otto der Ältere von Bergow
- Otto Berg (Kirchenmaler) (1861–1944), deutscher Kirchenmaler
- Otto Berg (Chemiker) (1874–1939), deutscher Chemiker
- Otto Berg (Leichtathlet) (1906–1991), norwegischer Weitspringer
- Otto Forst-Berg, Pseudonym von Jimmy Berg (1909–1988), österreichisch-US-amerikanischer Musiker, Komponist und Journalist
- Otto Karl Berg (1815–1866), deutscher Botaniker und Hochschullehrer
- Ove Berg (* 1944), schwedischer Mittelstreckenläufer
- Øyvind Berg (* 1971), norwegischer Skispringer

### P
- Paal Olav Berg (1873–1968), norwegischer Politiker
- Patrick Berg (* 1997), norwegischer Fußballspieler
- Patrik Berg (* 1985), deutscher DJ und Musikproduzent
- Patty Berg (Patricia Jane Berg; 1918–2006), US-amerikanische Golfspielerin
- Paul Berg (Musiker) (1863–nach 1924), deutscher Zitherspieler
- Paul Berg (Ingenieur) (1906–1983), deutscher Maschinenbauer und Industrieller
- Paul Berg (1926–2023), US-amerikanischer Biochemiker und Molekularbiologe
- Paul Berg (Snowboarder) (* 1991), deutscher Snowboarder
- Per Gustaf Berg (1805–1889), schwedischer Verleger
- Peter Berg (Journalist, 1936) (* 1936), deutscher Journalist, Autor und Moderator
- Peter Berg (Journalist, 1946) (* 1946), deutscher Journalist und Sportreporter
- Peter Berg (Fußballspieler) (* 1955), deutscher Fußballspieler
- Peter Berg (Gartendesigner) (* 1957), deutscher Gartendesigner
- Peter Berg (Schauspieler) (* 1964), US-amerikanischer Schauspieler, Drehbuchautor, Produzent und Regisseur
- Peter van den Berg (* 1971), niederländischer Fußballspieler
- Petra Berg (* 1964), deutsche Rechtsanwältin und Politikerin (SPD)
- Philip Berg (1929–2013), US-amerikanischer Rabbiner
- Philipp von Berg (1815–1866), deutscher Politiker
- Philippe Berg (1939–2013), belgischer Diplomat

### Q
- Quirin Berg (* 1978), deutscher Filmproduzent

### R
- Ragnar Berg (1873–1956), schwedischer Ernährungswissenschaftler und Chemiker
- Ragnvald Berg (1879–1950), norwegisch-US-amerikanischer Turner
- Rainer Berg (Slawist) (1943–2015), deutscher Slawist
- Rainer Berg (Filmhistoriker) (* 1952), deutscher Filmhistoriker, Regisseur und Drehbuchautor
- Rainer Berg (Fußballspieler) (* 1965), deutscher Fußballtorwart und Torwarttrainer
- Raissa L. Berg (1913–2006), russische Genetikerin und Evolutionsbiologin
- Rav van den Berg (* 2004), niederländischer Fußballspieler
- Regina Berg (* 1958), belgische Leichtathletin
- Reidar Berg (* 1924), norwegischer Bobsportler
- Reinhard von Berg (* 1945), kanadischer Organist und Komponist deutscher Herkunft
- Richard Berg (* 1961), kanadischer Architekt und TV-Produzent
- Rick Berg (* 1959), US-amerikanischer Politiker
- Rikke Berg (* 1986), dänische Judoka
- Rodolphe Von Berg (* 1993), US-amerikanischer Triathlet
- Rolf Berg (Tiermediziner) (1934–2014), deutscher Veterinärmediziner, Anatom und Hochschullehrer
- Rolf Berg (* 1957), deutscher Schauspieler, Regisseur und Synchronsprecher
- Rolf Åge Berg (* 1957), norwegischer Skispringer
- Romanus Berg (1894–1978), deutscher Arbeiter und Politiker (KPD)
- Rouven Oliver Berg (* 1999), deutscher Leichtgewichts-Ruderer
- Roy van den Berg (* 1988), niederländischer Radsportler
- Rudolf Berg (Industrieller) (1881–1955), deutscher Industrieller
- Rudolf Berg, Pseudonym von Dietrich Klagges (1891–1971), deutscher Politiker (NSDAP)
- Rudolf van den Berg (1949–2025), niederländischer Regisseur und Drehbuchautor
- Rudolf Fredrik Berg (1846–1907), schwedischer Ingenieur und Politiker
- Rudolph Berg (1823–1883), deutscher Architekt und Bauingenieur
- Ruprecht von Berg (um 1365–1394), deutscher Geistlicher, Fürstbischof von Passau und von Paderborn

### S
- Sabine Berg (Schauspielerin) (* 1958), deutsche Schauspielerin
- Sabine Berg (Inlineskaterin) (* 1990), deutsche Speedskaterin
- Sally Berg (Albert Sally Berg; 1857–1924), deutscher Kaufmann und Modeschöpfer
- Salome von Berg (um 1099–1144), Herzogin von Polen
- Sara Berg (* 2001), norwegische Handballspielerin
- Sarah Berg (* 1980), deutsche Schauspielerin und Moderatorin
- Schringo van den Berg (eigentlich Jürgen van den Berg; * 1960), deutscher Unterhaltungskünstler und Drehbuchautor
- Sepp van den Berg (* 2001), niederländischer Fußballspieler
- Shelly Berg (* 1955), US-amerikanischer Jazzmusiker und Arrangeur
- Sibylle Berg (* 1962), deutsch-schweizerische Schriftstellerin
- Sigurd Berg (1868–1921), dänischer liberaler Politiker, Mitglied des Folketing und Innenminister
- Silke van den Berg (* 1978), deutsche Fußballspielerin
- Simon Berg (* 1973), deutscher Sänger (Bass) und Dirigent
- Simon van den Berg (1812–1891), niederländischer Landschaftsmaler
- Sjef van den Berg (* 1995), niederländischer Bogenschütze
- Smaragda Berg (1886–1954), österreichische Musikerin, Schwester von Alban Berg
- Søren Berg (* 1976), dänischer Fußballspieler
- Stefan Berg (* 1964), deutscher Journalist
- Stefanie von Berg (* 1964), deutsche Pädagogin und Politikerin (GAL)
- Stefanie Berg (* 1965), deutsche Prähistorikerin
- Steffen Berg (1921–2011), deutscher Rechtsmediziner
- Stephan Berg (* 1959), deutscher Kunsthistoriker und Kurator
- Stephan van den Berg (* 1962), niederländischer Windsurfer
- Stephen Berg (* 1951), US-amerikanischer Geistlicher, Bischof von Pueblo
- Stina Berg (1869–1930), schwedische Schauspielerin
- Susanne Berg (* um 1954), dänische Badmintonspielerin
- Sylvester Berg (* 1998), dänischer Basketballspieler

### T
- Tanja Berg (* 1941), deutsche Schlagersängerin
- Tanja Berg (Badminton) (* um 1965), dänische Badmintonspielerin
- Teus van den Berg-Been (1926–2021), niederländische Bildhauerin
- Theodor Berg (1869–1956), schwedischer Industrieller und Erfinder
- Thilo Berg (* 1959), deutscher Schlagzeuger
- Thomas Berg (* 1957), deutscher Anglist, Linguist und Hochschullehrer
- Toni Berg (1908–1985), österreichischer Komponist
- Tora Uppstrøm Berg (* 1988), norwegische Handballspielerin

### U
- Ulrich von Berg (Adliger) (1166–1205), deutscher Adliger
- Ulrich van den Berg (1949–2016), deutscher Fußballspieler
- Ulrich von Berg (Filmhistoriker) (* 1955), deutscher Filmhistoriker und Herausgeber
- Uno Berg (1909–2001), schwedischer Sportschütze
- Ute Berg (* 1953), deutsche Politikerin (SPD)
- Uwe Berg (1912–1998), deutscher Rundfunk-Programmchef, siehe Willy Grüb
- Uwe Berg, deutscher rechtsextremer Verleger, siehe Uwe Berg-Verlag
- Uwe Berg (Sportfunktionär) (* 1959), deutscher Läufer, Sportmoderator und -funktionär

### V
- Vebjørn Berg (* 1980), norwegischer Sportschütze
- Victoria Solli Berg (* 2001), norwegische Handball- und Beachhandballspielerin
- Viktor Berg (* 1977), kanadischer Squashspieler
- Vivild Falk Berg (* 1998), norwegische Schauspielerin

### W
- Walter Berg (1916–1949), deutscher Fußballspieler
- Walter Bruno Berg (* 1943), deutscher Romanist (Literatur Latein-/Südamerikas) und Hochschullehrer
- Walther Berg (Pseudonym Peter Sitt; 1910–nach 1941), deutscher Kaufmann und Schriftsteller
- Werner Berg (Schriftsteller) (1896–1982), deutscher Zeitungsverleger und Schriftsteller
- Werner Berg (1904–1981), deutsch-österreichischer Maler
- Werner Berg (Theologe) (* 1940), deutscher katholischer Theologe und Hochschullehrer
- Wilfried Berg (* 1941), deutscher Staatsrechtslehrer
- Wilhelm Berg (1831–1909), deutsche Dichterin und Übersetzerin, siehe Lina Schneider
- Wilhelm Berg (Historiker) (1839–1915), schwedischer Historiker und Archäologe
- Wilhelm Ferdinand von Berg (1794–1885), preußischer Generalleutnant
- Willy Berg (1882–1939), deutscher Architekt
- Willy van den Berg (1891–1914), deutscher Fußballspieler
- Wolf-Dietrich Berg (1944–2004), deutscher Schauspieler
- Wolfgang Berg (Physiker) (1908–1984), deutsch-britisch-schweizerischer Physiker
- Wolfgang Berg (Fußballspieler) (* 1951), deutscher Fußballspieler

### Y
- Yehuda Berg (* 1972), israelischer Rabbiner, Autor und Kabbalist